# Dorcopsis hageni
Il dorcopside dalle strisce bianche (Dorcopsis hageni Heller, 1897), noto anche come wallaby di foresta maggiore, è una specie di marsupiale della famiglia dei Macropodidi. È largamente diffuso attraverso tutta la Nuova Guinea settentrionale (Indonesia e Papua Nuova Guinea), tranne che nella Penisola di Huon. Vive nelle foreste pluviali, dal livello del mare fino a 400 m d'altitudine.